# كيتلمان (كاليفورنيا)
كيتلمان (بالإنجليزية: Kettleman City CDP, California)‏ هي مدينة تقع بولاية كاليفورنيا في الولايات المتحدة. تبلغ مساحتها 0.546 كم2، وترتفع عن سطح البحر 77 م، بلغ عدد سكانها 1,439 نسمة في عام 2010 حسب إحصاء مكتب تعداد الولايات المتحدة وتصل الكثافة السكانية فيها 2,635.5 نسمة لكل كيلومتر مربع (6,825.9/ميل2).

## التركيبة السكانية
حدّد مكتب تعداد الولايات المتحدة بيانات التركيبة السكانية لكيتلمان في تعداد الولايات المتحدة. في ما يلي، التركيبة السكانية حسب تعدادي 2000 و2010.

### تعداد عام 2000
بلغ عدد سكان كيتلمان 1,499 نسمة بحسب تعداد عام 2000، وبلغ عدد الأسر 320 أسرة وعدد العائلات 290 عائلة مقيمة في المدينة. في حين سجلت الكثافة السكانية 2,745.4 نسمة لكل كيلومتر مربع (7,110.6/ميل2). وبلغ عدد الوحدات السكنية 329 وحدة بمتوسط كثافة قدره 602.6 لكل كيلومتر مربع (1,560.7/ميل2).
وتوزع التركيب العرقي للمدينة بنسبة 26.62% من البيض و0.40% من الأمريكيين الأفارقة و1.87% من الأمريكيين الأصليين و66.18% من الأعراق الأخرى و4.94% من عرقين مختلطين أو أكثر و92.73% من الهسبانيون أو اللاتينيون من أي عرق.
بلغ عدد الأسر 320 أسرة كانت نسبة 71.6% منها لديها أطفال تحت سن الثامنة عشر تعيش معهم، وبلغت نسبة الأزواج القاطنين مع بعضهم البعض 67.2% من أصل المجموع الكلي للأسر، ونسبة 15.3% من الأسر كان لديها معيلات من الإناث دون وجود شريك، بينما كانت نسبة 8.1% من الأسر لديها معيلون من الذكور دون وجود شريكة وكانت نسبة 9.4% من غير العائلات. تألفت نسبة 1.6% من أصل جميع الأسر من عدة أفراد يعيشون في نفس المنزل ونسبة 0.3% كانت تتألف من شخص يعيش بمفرده يبلغ من العمر 65 عاماً أو أكثر. وبلغ متوسط حجم الأسرة المعيشية 4.68، أما متوسط حجم العائلات فبلغ 4.59.
بلغ العمر الوسطي للسكان 24.1 عاماً. وكانت نسبة 36.3% من القاطنين تحت سن الثامنة عشر، وكانت نسبة 15.6% بين الثامنة عشر والرابعة والعشرين عاماً، ونسبة 29% كانت واقعةً في الفئة العمرية ما بين الخامسة والعشرين والرابعة والأربعين عاماً، ونسبة 14.8% كانت ما بين الخامسة والأربعين والرابعة والستين، ونسبة 4.3% كانت ضمن فئة الخامسة والستين عاماً فما فوق. يوجد لكل 100 أنثى 123.1 ذكر، ويوجد لكل 100 أنثى في الثامنة عشر من عمرها فما فوق 125.2 ذكر.
بلغ متوسط دخل الأسرة في المدينة 22,409 دولارًا، أما متوسط دخل العائلة فبلغ 21,955 دولارًا. وكان متوسط دخل الذكور 16,619 دولارًا مقابل 10,179 دولارًا للإناث. وسجل دخل الفرد الخاص بالمدينة 7,389 دولارًا. وكانت نسبة 38.6% من العائلات ونسبة 43.7% من السكان تحت خط الفقر، وكان من هؤلاء نسبة 52.7% تحت سن الثامنة عشر ونسبة 0% في الخامسة والستين من العمر وما فوق.

### تعداد عام 2010
بلغ عدد سكان كيتلمان 1,439 نسمة بحسب تعداد عام 2010، وبلغ عدد الأسر 350 أسرة وعدد العائلات 300 عائلة مقيمة في المدينة. في حين سجلت الكثافة السكانية 2,635.5 نسمة لكل كيلومتر مربع (6,825.9/ميل2). وبلغ عدد الوحدات السكنية 367 وحدة بمتوسط كثافة قدره 672.2 لكل كيلومتر مربع (1,741.0/ميل2).
وتوزع التركيب العرقي للمدينة بنسبة 33.22% من البيض و0.28% من الأمريكيين الأفارقة و0.56% من الأمريكيين الأصليين و0.07% من الأمريكيين ذوي الأصول الآسيوية و61.64% من الأعراق الأخرى و4.24% من عرقين مختلطين أو أكثر و96.11% من الهسبانيون أو اللاتينيون من أي عرق.
بلغ عدد الأسر 350 أسرة كانت نسبة 66.3% منها لديها أطفال تحت سن الثامنة عشر تعيش معهم، وبلغت نسبة الأزواج القاطنين مع بعضهم البعض 50.6% من أصل المجموع الكلي للأسر، ونسبة 23.4% من الأسر كان لديها معيلات من الإناث دون وجود شريك، بينما كانت نسبة 11.7% من الأسر لديها معيلون من الذكور دون وجود شريكة وكانت نسبة 14.3% من غير العائلات. تألفت نسبة 8.6% من أصل جميع الأسر من عدة أفراد يعيشون في نفس المنزل ونسبة 3.1% كانت تتألف من شخص يعيش بمفرده يبلغ من العمر 65 عاماً أو أكثر. وبلغ متوسط حجم الأسرة المعيشية 4.11، أما متوسط حجم العائلات فبلغ 4.34.
بلغ العمر الوسطي للسكان 25.5 عاماً. وكانت نسبة 38.4% من القاطنين تحت سن الثامنة عشر، وكانت نسبة 10.9% بين الثامنة عشر والرابعة والعشرين عاماً، ونسبة 28.8% كانت واقعةً في الفئة العمرية ما بين الخامسة والعشرين والرابعة والأربعين عاماً، ونسبة 16.3% كانت ما بين الخامسة والأربعين والرابعة والستين، ونسبة 5.5% كانت ضمن فئة الخامسة والستين عاماً فما فوق. وتوزع التركيب الجنسي للسكان بنسبة 51.2% ذكور و48.8% إناث.